# 467 Laura
A 467 Laura (ideiglenes jelöléssel 1901 FY) a Naprendszer kisbolygóövében található aszteroida. Maximilian Franz Joseph Cornelius Wolf fedezte fel 1901. január 9-én.